# Anacanthodes inermis
Anacanthodes inermis är en skalbaggsart som beskrevs av Blackburn 1898. Anacanthodes inermis ingår i släktet Anacanthodes och familjen Melolonthidae. Inga underarter finns listade i Catalogue of Life.